# Spencer Eccles
Spencer Fox Eccles (Ogden, 2 de agosto de 1934) é um financista e filantropo de Salt Lake City, estado de Utah, Estados Unidos, chairman emérito da Região Intermontanhosa da Wells Fargo. Entre 1982 e 2000, foi o chairman e principal executivo da First Security Corporation em Salt Lake City, que, até sua venda para a Wells Fargo em 2000, era a maior organização bancária da região dos Mountain States dos Estados Unidos.
Além de sua alta posição na First Security e em outras grandes empresas, como o Federal Reserve Bank of San Francisco, também foi diretor da Associação de Snowboard e Esqui dos Estados Unidos. Nesta condição, foi um dos três membros da direção executiva do Comitê Organizador dos Jogos Olímpicos de Inverno de Salt Lake City em 2002. Em reconhecimento à sua fundamental contribuição para a realização do evento na cidade, ele foi nomeado prefeito da Vila Olímpica durante a competição e condecorado pelo COI com a Medalha Pierre de Coubertin, sua maior honraria, durante a cerimônia de abertura dos Jogos.